# Вампири смарају
Вампири смарају (енгл. Vampires Suck) америчка је филмска пародија из 2010. у режији и по сценарију Џејсона Фридберга и Арона Зелцера. Пародија је франшизе Сумрак сага (углавном првог филма и његовог наставка Млад месец).

## Радња
У овој пародији на тинејџерске љубавно-вампирске филмове, једна тинејџерка разапета је између два момка с натприродним моћима. Док се Бека бори са својим претерано строгим оцем, два жестока ривала такмиче се да освоје њено срце. Али Бека није једина у школи која има проблеме с момцима. И њене другарице очајнички траже партнере за матурско вече, а како се велика ноћ приближава растућа тензија буди животињу у свакоме.

## Улоге
- Џен Проске као Бека Крејн
- Мет Лантер као Едвард Сален
- Крис Риђи као Џејкоб Вајт
- Кен Џонг као Даро
- Анелизе ван дер Пол као Џенифер
- Дидрих Бејдер као шериф Френк Крејн
- Аријел Кебел као Рејчел
- Би-Џеј Брит као Антоан
- Чарли Вебер као Џек
- Криста Фланаган као Иден
- Келси Леџин као Ајрис
- Ђун Хи Ли као Дерик
- Дејвид Делуиз као рибар Скали
- Ајк Баринхолц као Боби Вајт
- Дејв Фоли као директор Смит
- Рандал Ридер као бициклиста
- Ник Еверсман као Џеремаја Сален
- Зејн Холц као Алекс
- Кристал Мајо као Бафи, убица вампира